# Municipio de Letart
El municipio de Letart (en inglés: Letart Township) es un municipio ubicado en el condado de Meigs en el estado estadounidense de Ohio. En el año 2010 tenía una población de 675 habitantes y una densidad poblacional de 14,92 personas por km².

## Geografía
El municipio de Letart se encuentra ubicado en las coordenadas 38°55′1″N 81°52′52″O / 38.91694, -81.88111. Según la Oficina del Censo de los Estados Unidos, el municipio tiene una superficie total de 45.23 km², de la cual 42,88 km² corresponden a tierra firme y (5,19 %) 2,35 km² es agua.

## Demografía
Según el censo de 2010, había 675 personas residiendo en el municipio de Letart. La densidad de población era de 14,92 hab./km². De los 675 habitantes, el municipio de Letart estaba compuesto por el 99,26 % blancos, el 0,15 % eran amerindios y el 0,59 % eran de una mezcla de razas. Del total de la población el 0,59 % eran hispanos o latinos de cualquier raza.